# Xylotrechus lengii
Xylotrechus lengii là một loài bọ cánh cứng trong họ Cerambycidae.